# 1946 في الهند
فيما يلي قوائم الأحداث التي وقعت خلال عام 1946 في الهند.

## سياسة

### تعيين في المنصب
- 29 أكتوبر – لياقت علي خان وزير المالية الهندي [الإنجليزية]‏.

## مواليد

### يناير
- 1 يناير – ابن وراق كاتب باكستاني.

### مارس
- 26 مارس – رافي زاكارياس فيلسوف هندي.

### مايو
- 1 مايو – جوانا لوملي

### يوليو
- 7 يوليو – جيريش ساران أغاروال

### أغسطس
- 20 أغسطس – مفضل سيف الدين

### أكتوبر
- 22 أكتوبر – ديباك شوبرا

## وفيات

### يونيو
- 23 يونيو – تشارلز أومان (مواليد 1860)